# Miguel Castro
Miguel Ángel Castro Benítez (San Lorenzo; 12 de enero de 1993), conocido como El Loco Castro, es un futbolista paraguayo que juega como arquero. Su equipo actual es Club General Martin Ledesma de la División Intermedia de Paraguay.

## Clubes
| Club                        | País     | Año                       |
| --------------------------- | -------- | ------------------------- |
| Club Sol de América         | Paraguay | 2008 - 2011               |
| Club Olimpia                | Paraguay | 2012 - 2015               |
| Cascavel Clube Recreativo   | Brasil   | 2016                      |
| Olimpia de Posta Ybykua     | Paraguay | 2016                      |
| Olimpia de Itá              | Paraguay | 2017                      |
| Atlántida Sport Club        | Paraguay | 2018-2022[cita requerida] |
| Club General Martin Ledesma | Paraguay | 2022 - Presente           |

### Participaciones en Copas Nacionales
| Copa               | País     | Resultado                | Partidos | Goles |
| ------------------ | -------- | ------------------------ | -------- | ----- |
| Copa Paraguay 2018 | Paraguay | Clasificatorio Primera B | 0        | 0     |